# Mahieddine Khalef
Mahieddine Khalef (17. ledna 1944, Mechra Bel Ksiri – 10. prosince 2024, Alžír) byl alžírský fotbalista. Po skončení aktivní kariéry působil jako trenér, byl trenérem reprezentace Alžírska na Mistrovství světa ve fotbale 1982 a na LOH 1980 v Moskvě.

## Fotbalová kariéra
Začínal v Maroku v týmech KAC Kénitra a Ittihad Khémisset. Od roku 1968 hrál v Alžírsku za JS Kabylie až do roku 1974, s výjimkou sezóny 1970/1971, kdy hrál za další alžírský klub NA Hussein Dey.

## Trenérská kariéra
Na klubové úrovni začínal jako trenér v alžírském týmu JS Kabylie. Zároveň byl v letech 1979-1984 i trenérem alžírské reprezentace. V sezóně 1990/1991 byl trenérem týmu Al Ajn FC. Po této sezóně vedl marocké kluby Ittihad Tanger a MC Oujda a opět alžírský klub JS Kabylie.